# Kong Haakons Kirke

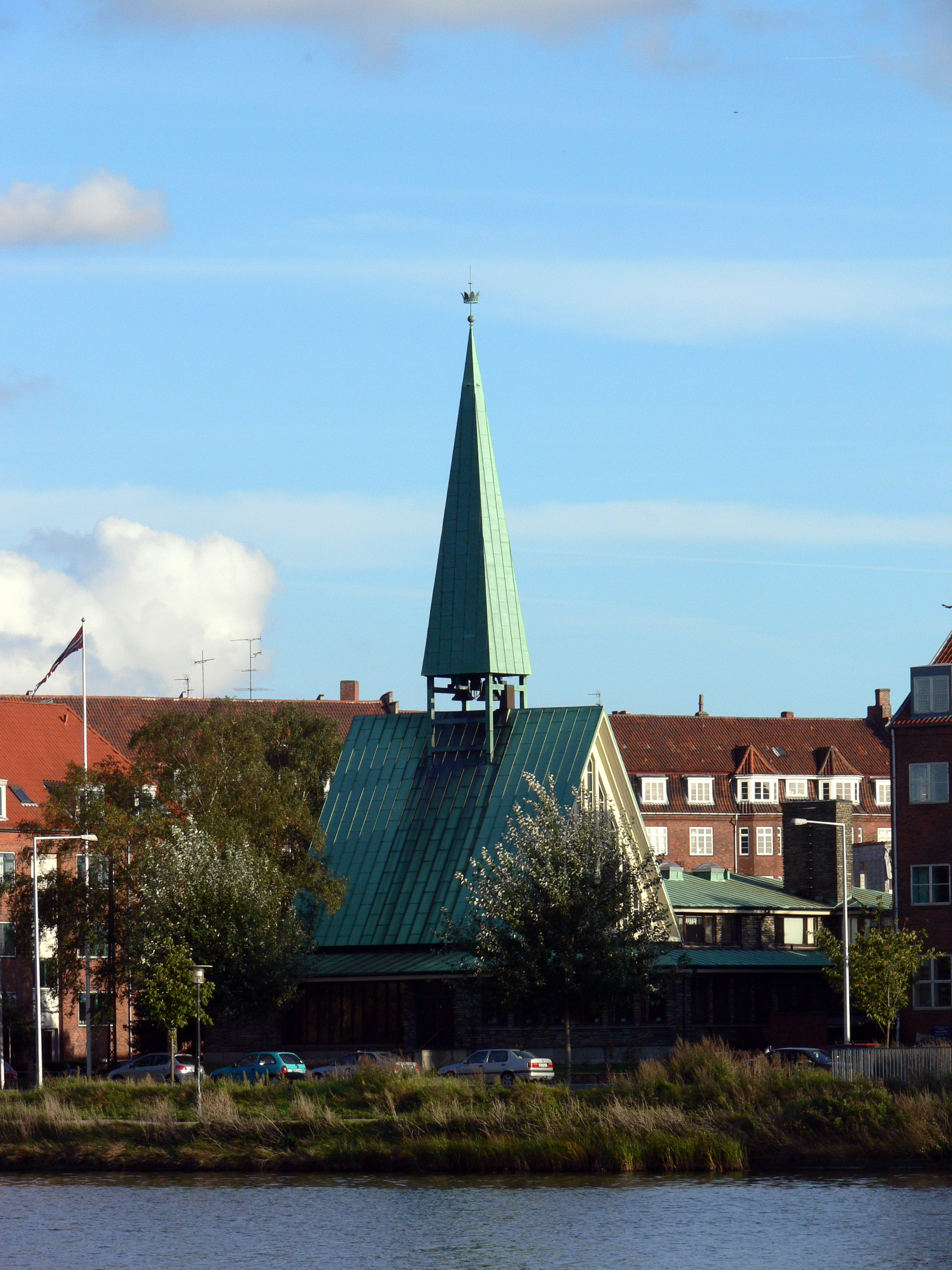
Kong Haakons Kirke

Die Kong Haakons Kirke befindet sich in Ved Mønten in Kopenhagen und wurde nach König Haakon VII. benannt.

## Geschichte
Die Seemannskirche war ein Geschenk des norwegischen Volkes an König Haakon VII. und wurde 1958 eingeweiht. Die Mittel für den Kirchenbau wurden anlässlich des 50. Jahrestages der Amtseinführung des Königs als König von Norwegen im Jahr 1905 aufgebracht. Der Grundstein wurde von Kronprinz Olav gelegt, der Architekt war Carl Corwin.
Im Inneren der Kirche schuf der Künstler Siguard Winge ein zentrales Altarbild, und die beiden Kirchenglocken stammen von dem Glockengießer Ole Christian Olsen Nauen und waren zusammen mit einer Wetterfahne in Form einer Krone ein Geschenk von A.P. Møller und seiner norwegischen Frau Pernille.
In der Kirche befinden sich ein Anker und ein Stein zum Gedenken an die Norweger, die im Zweiten Weltkrieg auf See gefallen sind. Der Anker ist ein Geschenk der norwegischen Marine und wurde aus der norwegischen Seefestung „Norske Løve“ geborgen. Der Anker ist von Steinen umgeben, die an der gesamten norwegischen Küste gesammelt wurden.
Die norwegische Kirche wird von der unabhängigen Organisation Sjømannskirken betrieben. Heute dient die Kirche als Wohlfahrtszentrum für die norwegische Schifffahrtsdirektion und versorgt norwegische Schiffsarbeiter in Kopenhagen und Køge. Die Kong Haakons Kirke ist auch eine beliebte Kirche für Hochzeiten, in der jedes Jahr über 100 Paare aus Norwegen heiraten. Die Kirche ist auch Teil der Seemannskirche und der Bereitschaft des Außenministeriums für Krisen und Unfälle. Mit der Beteiligung von Norwegern wird die Kirche zu einem natürlichen Treffpunkt für Norweger.
Im Jahr 2008, zum 50-jährigen Bestehen der Kirche, nahmen Königin Margrethe II. und König Harald V. am Jubiläumsgottesdienst teil, der von Bischof Ole Hagesæther und den Seemannspfarrern Magne Hoem und Vidar Dalby geleitet wurde.
Anlässlich des 60-jährigen Kirchenjubiläums im Jahr 2018 wurde von Bertelsen & Scheving Architects eine umfassende Restaurierung durchgeführt, bei der die Kirche unter anderem eine neue Beleuchtung erhielt.

## Beschreibung
Die Kirche besteht zum Teil aus dem Kirchenraum und zum Teil aus Kulturzentrum mit einem Flügel mit Versammlungsräumen, Turnhalle, Pfarrhaus, einen großen Saal mit Rezeption, Café und Laden mit norwegischen Lebensmitteln. Mit ihrer Doppelfunktion als Kirche und Kulturzentrum verfügt die Kirche über zwei Haupteingänge. Vom Stadsgraven aus gibt es einen direkten Zugang zum Kirchensaal, während der Eingang am gegenüberliegenden Ende in den Festsaal führt. Für kirchliche Großveranstaltungen können der Kirchenraum und der Festsaal kombiniert werden, so dass etwa 400 Personen Platz finden.

## Seemannspfarrer in Kopenhagen
- Eirik Guldvog 1952–1960
- Modolf Rossebø 1961–1968
- Jan Hallingskog 1968–1971
- Magne Storli 1971–1976
- Frode Eriksen 1976–1982
- Asbjørn Manger 1982–1986
- Rankvald Seiestad 1986–1992
- Øystein Halling 1992–1996
- Ingrid Frivold 1996–2005
- Sverre Tofte 2004–2005
- Gunnar Ellingsen 2005–2007
- Magne Hoem 2007–